# Józef Glemp
Józef Glemp, poljski rimskokatoliški teolog, škof in kardinal, * 18. december 1929, Inowroclaw, † 23. januar 2013, Varšava, Poljska.
Józef Glemp je bil posvečen v duhovnika 25. maja 1956. Med letoma 1967 in 1979 je bil osebni tajnik kardinala Stefana Wyszyńskega. Škof je postal 4. marca 1979, ko je bil imenovan za warmiškega škofa. 7. julija 1981 ga je Papež Janez Pavel II. imenoval za  gniezenskega (Gniezno) in obenem varšavskega nadškofa; tako je postal poljski primas. Za kardinala pa je bil imenovan 2. februarja 1983. Z obeh nadškofovskih funkcij, ki sta odtlej personalno spet ločeni, se je upokojil decembra leta 2006, še v letu 2007 pa je po odstopu  imenovanega naslednika - nadškofa Varšave Stanisława Wojciecha Wielgusa opravljal funkcijo apostoslkega administratorja te nadškofije do imenovanja novega nadškofa Kazimierza Nycza. Kot pomembna nacionalna moralna avtoriteta je odigral vlogo v političnih dogajanjih po uvedbi izrednega stanja in prepovedi sindikata Solidarnost ter nato pri pogajanjih ob političnih spremembah na prehodu iz socializma v demokracijo.